# Rindera
Rindera es un género de plantas con flores perteneciente a la familia Boraginaceae. Comprende 56 especies descritas y de estas solo 2 aceptadas.

## Taxonomía
El género fue descrito por Peter Simon Pallas y publicado en Reise durch verschiedene Provinzen des russischen Reichs 1: 486. 1771.

## Especies aceptadas
A continuación se brinda un listado de las especies del género Rindera aceptadas hasta septiembre de 2013, ordenadas alfabéticamente. Para cada una se indica el nombre binomial seguido del autor, abreviado según las convenciones y usos.
- Rindera cristulata Lipsky
- Rindera tetraspis Pall.